# Mint Town
株式会社Mint Town（ミントタウン、Mint Town, Inc.）は、東京都千代田区に本社を置く、日本のWeb3ゲーム企業である。
ブロックチェーン技術を活用したゲームおよびエンターテインメントサービスの開発を行っている。

## 概要
株式会社Mint Townは、2013年4月30日に設立された。Web3領域におけるゲーム体験と経済圏の創出を目指し、ゲームとブロックチェーン技術を融合したサービスを提供している。
代表的なプロジェクトとして、人気サッカー漫画『キャプテン翼』を題材としたブロックチェーンゲーム『キャプテン翼 -RIVALS-』がある。また、ユーザーが無料でゲームをプレイしながらポイントを獲得できる新感覚ポイ活サービス「MintTown」も展開している。

## 沿革
- 2013年 - 株式会社Mint Town 設立。
- 2023年1月 - シンガポールおよびドバイに子会社を設立し、グローバル展開を加速[2]。
- 2025年3月 - X&KSK（代表：本田圭佑）などから総額7億円の資金調達を実施[3]。

## 主なサービス
- キャプテン翼 -RIVALS-：ブロックチェーン技術を活用したデジタルトレーディングゲーム。
- MintTown：ゲームをプレイしてポイントを獲得し、現実のリワードに交換できるサービス[4]。

## 関連人物
- 藤本真衣 - 代表取締役社長。Web3分野での投資・起業支援活動でも知られる。
- 本田圭佑 - プロサッカー選手・実業家。出資者の一人。